# Bajaj
Bajaj Auto é uma empresa automobilística da Índia que produz especialmente triciclos e motocicletas. Tem sede em Pune, Maharashtra, e unidades de produção nas cidade de Akurdi, Chakan, Waluj, Pantnagar.

## Parceria com Renault e Nissan: Projeto ULC
Em 12 de maio de 2008, a Bajaj, a Renault e a Nissan anunciaram um projeto conjunto para desenvolver e produzir um modelo ultra compacto cujo preço final será de cerca de 2.500 dólares, provisoriamente chamado de Projeto ULC.
Em maio de 2009, a imprensa indiana noticiou que embora o ULC somente deva chegar ao mercado naquele país em 2011, a Bajaj já estaria analisando seriamente a possibilidade de fabricá-lo no Brasil. No mesmo mês foi noticiado por uma revista semanal brasileira que a Bajaj já teria comunicado sua intenção de instalar-se no Brasil ao ministro do Desenvolvimento, Indústria e Comércio Exterior Miguel Jorge.

## No Brasil
Em 2022, a companhia entrou no mercado brasileiro por meio de parceria com a Dafra, sendo as motos produzidas na fábrica da Dafra, em Manaus, em sistema CKD (Complete Knock-Down).

### Fábrica em Manaus
Em 26 de junho de 2024 a Bajaj inaugurou sua planta na cidade de Manaus (AM) com capacidade de produzir 20 mil motos por ano. Inicialmente serão produzidos os três modelos disponíveis no Brasil: Dominar 160, Dominar 200 e Dominar 400, mas a fábrica está preparada para absorver os próximos lançamentos. 

## Modelos

### Carros
- Bajaj Lite

### Motos
- Bajaj CT 100
- Bajaj Platina
- Bajaj Discover 110cc
- Bajaj Discover DTS-i 125cc
- Bajaj XCD 125 DTS-Si
- Bajaj Discover DTS-i 135cc
- Bajaj Pulsar 150 DTSi
- Bajaj Pulsar 180 DTSi
- Bajaj Pulsar 200 DTSi
- Bajaj Pulsar 220 DTS-Fi
- Bajaj Avenger

### Futuros modelos
- Bajaj Blade
- Bajaj Sonic
- BaJaJ Pulsar 300
- Bajaj Discover 150
- Bajaj XCD 125 sprint

### Modelos fora de produção
- Bajaj Sunny
- Bajaj Chetak
- Bajaj Cub
- Bajaj Super
- Bajaj Saffire
- Bajaj Wave
- Bajaj Legend
- Bajaj Bravo
- Kawasaki Eliminator
- Bajaj Kawasaki Wind 125
- Bajaj Kawasaki 4s Champion
- Bajaj Kawasaki KB 100 RTZ
- Bajaj Boxer
- Bajaj Caliber
- Bajaj Wind